# Craig Gower
Pour les articles homonymes, voir Gower.

a Compétitions nationales et continentales officielles uniquement.

b Matchs officiels uniquement.
Dernière mise à jour le 27 juin 2012.
Craig Gower est un joueur de rugby à XIII et à XV australien, né le 29 avril 1978 à Penrith. Polyvalent à XIII, il évolue au poste de demi d'ouverture ou de centre à XV.

## Biographie

### Rugby à XIII
Modèle de précocité, Gower commence à l’âge de 18 ans le rugby à XIII chez les pros, puis en équipe nationale à 20. Gower n’a longtemps connu qu’un seul club : les Penrith Panthers, équipe de la prestigieuse National Rugby League, le championnat professionnel de rugby à XIII australien. Il fut capitaine de son équipe entre 2002 et 2005 puis de nouveau en 2007 ; c'est lui qui mena son équipe au titre de champion en 2003.
Il fut aussi sélectionné six fois avec les New South Wales Blues, équipe représentative de l’État de Nouvelle-Galles du Sud, pour jouer contre les Queensland Maroons dans l’affrontement annuel du State of Origin. Il joua aussi avec les Kangourous, l’équipe nationale d'Australie, avec laquelle il compte 14 sélections (une fois capitaine, contre la France en 2005).
En octobre 2006, il a été choisi pour figurer dans l’équipe type des Penrith Panthers des quarante dernières années (Panthers Legend Team) en tant que remplaçant.
À XIII, il joue d’abord au poste de talonneur, avant d’être régulièrement retenu comme demi de mêlée, puis quelquefois comme trois-quarts centre, une polyvalence qui ne lui a pas toujours réussi, la presse et ses entraîneurs ne cessant de s’interroger sur son meilleur poste. Il a été souvent handicapé par des blessures.
En 2011 après quatre ans au XV il signe son retour au rugby à XIII en s'engageant avec le club anglais des London Broncos avec lequel il dispute le Super League et la Challenge Cup.

### Rugby à XV
En 2007, il choisit de se tourner vers le rugby à XV pour redonner un nouvel élan à sa carrière. Il signe en Europe ou les salaires sont plus élevés que dans l'hémisphère sud. Il pose donc ces valises en France. Il joue pour l'Aviron bayonnais, ou il dispute le Challenge européen et le TOP 14.
En mars 2009, il est sélectionné avec le XV du président, sélection de joueurs étrangers évoluant en France coachée par Vern Cotter, pour jouer un match amical contre les Barbarians français au Stade Ernest-Wallon à Toulouse. Le XV du président l'emporte 33 à 26.
Entre 2009 et 2010, il est sélectionné 14 fois  avec l’équipe d'Italie au poste de Centre, du fait que ces grands-parents sont italiens. Il dispute donc le Tournoi des Six Nations et quelques Test match.

## Polémiques
Gower traîne une réputation sulfureuse liée à divers incidents en dehors du terrain souvent dus à une consommation excessive d’alcool. En 1999, âgé d’à peine 20 ans, il s’exhibe, sous l’emprise de l’alcool, dans un bar devant une touriste irlandaise, épisode qui lui vaudra d’être exclu de l’équipe nationale avec laquelle il devait faire ses débuts peu après. En 2004, il est expulsé de l’équipe de Nouvelle-Galles-du-Sud pour avoir fait le mur lors d’une mise au vert pour aller boire. Il aurait aussi caressé une adolescente, fille d’un ancien joueur, lors d’un tournoi de golf de charité en décembre 2005, où il se serait en outre promené nu et aurait eu un accident avec une voiturette. Il y aurait aussi jeté un couteau sur des invités, avant d’être mis dehors. Il s’est vu infliger un « dernier avertissement » par la NRL, une obligation de suivre un programme sur les ravages de l’alcool, ainsi qu’une amende de A$ 100 000 (environ 63 000 €), dont A$ 30 000 à payer à un programme visant à soutenir les joueurs de la NRL souffrant de problèmes d’alcool.
En février 2007, il se fait remarquer dans un night-club où il se comporte de manière agressive envers une jeune femme, avant de mordre le fiancé de celle-ci au cou, et de déclencher une seconde bagarre avec un homme qui refusait de boire un verre que Gower lui avait offert, incident filmé par les caméras de surveillance de la boîte de nuit. L’enquête suit son cours, tandis que son club le défend, affirmant que l’affaire avait été grossie par les médias,,.

## Palmares

### Rugby à XIII
- Vainqueur de la coupe du monde de rugby à XIII 2000
- Vainqueur de la National Rugby League en 2003

## En équipe nationale

### En équipe nationale de rugby à XIII
- 14 sélections (une fois capitaine, contre la France en 2005)
- Coupe du monde de rugby à XIII en 2000

### En équipe nationale de rugby à XV
- 14 sélections
- 17 points
- Tournoi des Six Nations disputé avec l'Italie : 2010